# Élections municipales de 2005 à Québec
Les élections municipales de 2005 à Québec se sont déroulées le 6 novembre 2005.

## Contexte
En juillet 2004, le maire Jean-Paul L'Allier, à la tête de la ville depuis 1989, annonce qu'il ne se représentera pas aux prochaines élections. Cela ouvre la porte à un rebrassage des cartes à l'hôtel de ville. En mars 2005, le conseiller Claude Larose reprend les règnes du parti de L'Allier. L'Action civique de Québec, fondé lors de la précédente élection par Andrée P. Boucher et formant alors la principale opposition au conseil municipal, choisit Pierre-Michel Bouchard comme chef en remplacement de Paul Shoiry. L'avocat Marc Bellemare lance quant à lui un nouveau parti politique, Vision Québec. Quelques semaines avant les élections, Andrée P. Boucher décide de faire le saut à titre d'indépendante, croyant en ses chances. Elle choisit de mener une campagne sobre, n'utilisant aucune affiche électorale et invitant les citoyens à se présenter directement à son domicile. Connue auprès de la population pour s'être farouchement opposée aux fusions municipales en 2001, elle oriente son discours pour s'ériger en antithèse de l'« ère Jean-Paul L'Allier ». Cela passe entre autres par un « dégraissage » des finances de la ville.
Le jour du vote, le vote électronique connaît des ratés, le dépouillement ayant duré plus longtemps qu'à l'habitude. Cependant, la victoire d'Andrée P. Boucher est incontestable. Première femme à devenir mairesse de Québec, elle se retrouve à la tête de la ville mais le conseil municipal de Québec lui est très majoritairement opposé.

## Résultats

### Mairie
- Maire sortant : Jean-Paul L'Allier

| Andrée P. Boucher      | Indépendant                   | 89 740                | 46 %  | 46 / 100  |         |
| Claude Larose          | Renouveau municipal de Québec | 65 008                | 34 %  | 34 / 100  | 24 / 37 |
| Marc Bellemare         | Vision Québec                 | 20 441                | 11 %  | 11 / 100  | 1 / 37  |
| Pierre-Michel Bouchard | Action civique de Québec      | 17 010                | 9 %   | 9 / 100   | 6 / 37  |
| Patrice Fortin         | Indépendant                   | 1 626                 | 0.8 % | 0.8 / 100 |         |
| Total                  | Total                         | 193 825               | 100   |           |         |
| Taux de participation  | Taux de participation         | Taux de participation | 52 %  | 52 %      |         |

### Districts électoraux

#### La Cité
| Candidat | Candidat           | Parti                         | Voix  | %     |
| -------- | ------------------ | ----------------------------- | ----- | ----- |
|          | Jacques Joli-Coeur | Renouveau municipal de Québec | 2 035 | 50.42 |
|          | Patrice Biron      | Action civique de Québec      | 915   | 22.67 |
|          | Geneviève Roy      | Indépendante                  | 728   | 18.03 |
|          | François Marchand  | Vision Québec                 | 358   | 8.87  |
| Total    | Total              | Total                         | 4 036 | 100 % |

| Candidat | Candidat     | Parti                         | Voix  | %     |
| -------- | ------------ | ----------------------------- | ----- | ----- |
|          | Ann Bourget  | Renouveau municipal de Québec | 4 729 | 89.6  |
|          | Rokhia Thiam | Vision Québec                 | 550   | 10.4  |
| Total    | Total        | Total                         | 5 279 | 100 % |

| Candidat | Candidat           | Parti                         | Voix  | %     |
| -------- | ------------------ | ----------------------------- | ----- | ----- |
|          | Yvon Bussières     | Renouveau municipal de Québec | 3 082 | 67.0  |
|          | Petra-V. Pelletier | Action civique de Québec      | 551   | 12.0  |
|          | Lise Potvin        | Indépendant                   | 511   | 11.1  |
|          | Hélène-R. Lemieux  | Vision Québec                 | 454   | 9.9   |
| Total    | Total              | Total                         | 4 598 | 100 % |

| Candidat | Candidat        | Parti                         | Voix  | %     |
| -------- | --------------- | ----------------------------- | ----- | ----- |
|          | Pierre Maheux   | Renouveau municipal de Québec | 3 582 | 66.6  |
|          | Nicole Tremblay | Vision Québec                 | 1 055 | 19.6  |
|          | André Paquet    | Indépendant                   | 404   | 7.5   |
|          | Mario Valois    | Indépendant                   | 336   | 6.2   |
| Total    | Total           | Total                         | 5 377 | 100 % |

| Candidat | Candidat        | Parti                         | Voix  | %     |
| -------- | --------------- | ----------------------------- | ----- | ----- |
|          | Louise Lapointe | Renouveau municipal de Québec | 2 607 | 58.3  |
|          | Réjean Gignac   | Vision Québec                 | 1 863 | 41.7  |
| Total    | Total           | Total                         | 4 470 | 100 % |

#### Les Rivières
| Candidat                                   | Candidat                                   | Parti                                      | Voix   | %      |
| ------------------------------------------ | ------------------------------------------ | ------------------------------------------ | ------ | ------ |
|                                            | Richard Côté                               | Vision Québec                              | 1774   | 40,9   |
|                                            | Gilles Plante                              | Indépendant                                | 979    | 22,6   |
|                                            | Jacques Lachance                           | Renouveau municipal de Québec              | 816    | 18,8   |
|                                            | André Hamel                                | Indépendant                                | 407    | 9,4    |
|                                            | Denise Côté                                | Action civique de Québec                   | 360    | 8,3    |
| Total                                      | Total                                      | Total                                      | 4 336  | 100 %  |
| Nombre d'inscrits et taux de participation | Nombre d'inscrits et taux de participation | Nombre d'inscrits et taux de participation | 10 224 | 42,4 % |

| Candidat                                   | Candidat                                   | Parti                                      | Voix   | %      |
| ------------------------------------------ | ------------------------------------------ | ------------------------------------------ | ------ | ------ |
|                                            | François Picard                            | Indépendant                                | 2549   | 48,9   |
|                                            | Claudette Girard                           | Renouveau municipal de Québec              | 1445   | 27,7   |
|                                            | Luc Lafrance                               | Vision Québec                              | 879    | 16,8   |
|                                            | André Jalbert                              | Action civique de Québec                   | 344    | 6,6    |
| Total                                      | Total                                      | Total                                      | 5 217  | 100 %  |
| Nombre d'inscrits et taux de participation | Nombre d'inscrits et taux de participation | Nombre d'inscrits et taux de participation | 10 326 | 50,5 % |

| Candidat                                   | Candidat                                   | Parti                                      | Voix  | %      |
| ------------------------------------------ | ------------------------------------------ | ------------------------------------------ | ----- | ------ |
|                                            | Patrick Paquet                             | Renouveau municipal de Québec              | 2468  | 61,5   |
|                                            | Gisèle Gagné-Légaré                        | Vision Québec                              | 1545  | 38,5   |
| Total                                      | Total                                      | Total                                      | 4 013 | 100 %  |
| Nombre d'inscrits et taux de participation | Nombre d'inscrits et taux de participation | Nombre d'inscrits et taux de participation | 8 963 | 44,8 % |

| Candidat                                   | Candidat                                   | Parti                                      | Voix  | %      |
| ------------------------------------------ | ------------------------------------------ | ------------------------------------------ | ----- | ------ |
|                                            | Gérald Poirier                             | Renouveau municipal de Québec              | 3084  | 68,2   |
|                                            | Jean Cloutier                              | Action civique de Québec                   | 771   | 17,1   |
|                                            | Louis Bois                                 | Vision Québec                              | 664   | 14,7   |
| Total                                      | Total                                      | Total                                      | 4 519 | 100 %  |
| Nombre d'inscrits et taux de participation | Nombre d'inscrits et taux de participation | Nombre d'inscrits et taux de participation | 9 916 | 45,6 % |

| Candidat                                   | Candidat                                   | Parti                                      | Voix  | %      |
| ------------------------------------------ | ------------------------------------------ | ------------------------------------------ | ----- | ------ |
|                                            | Patrick Huot                               | Action civique de Québec                   | 1578  | 39,1   |
|                                            | Édith Bérubé                               | Vision Québec                              | 1295  | 32,1   |
|                                            | Thierry Gnao                               | Renouveau municipal de Québec              | 1165  | 28,9   |
| Total                                      | Total                                      | Total                                      | 4 038 | 100 %  |
| Nombre d'inscrits et taux de participation | Nombre d'inscrits et taux de participation | Nombre d'inscrits et taux de participation | 9 338 | 43,2 % |